# 카친 독립군
카친 독립군(미얀마어: ကချင် လွတ်မြောက်ရေး တပ်မတော်, 징포어: ShangLawt Hpyen)은 카친 독립기구의 군사조직이며, 카친주의 카친족 반군이다. 카친주와 윈난성, 인도 동북부에서 활동하고 있다. 카친 독립기구에서 자금을 조달받으며, 중국 국경 부근에 기지가 있다.